# Wolseley Ten
La Wolseley Ten est une voiture légère produite par le constructeur britannique Wolseley Motors Limited en 1939 et de 1945 à 1948.
La classe des voitures de Ten chevaux fiscaux était une part importante du marché automobile de Grande-Bretagne dans les années 1930, et Wolseley entra dans le secteur avec la 10/40 en 1936, basée sur la Morris Ten contemporaine. Morris et Wolseley faisaient partie de la Nuffield Organization. La production de la 10/40 a cessé en 1937 et ce n'était pas avant février 1939 que Wolseley introduisit les Ten en remplacement.
La nouvelle voiture est à nouveau basée sur la Morris Ten, cette fois la Série M de  1938, mais avec une différence importante. Alors que la Morris avait une  construction semi-unitaire, la Wolseley a un important châssis en acier en croix. De nombreuses pièces en tôle d'acier embouti sont partagées. Pour garder un poids acceptable, l'empattement de 90 po (2 286 mm) était de 4 po (101,6 mm) plus court que la Morris. La suspension n'était pas indépendante et utilisait des ressorts à lames semi elliptiques aux quatre roues. La voiture est équipée de freins hydrauliques à tambour Lockheed. Le moteur de 1.140 cm³ désigné XPJW était également légèrement plus puissant que celui de la Morris, délivrant 40 cv (30 kW) contre 37 cv (28 kW).
Comme la voiture était destinée à concurrencer le secteur supérieur du marché, elle est bien équipée avec sellerie cuir, des tapis et des garnitures en noyer. Les sièges ont été parmi les premières utilisations de la mousse de caoutchouc Dunlopillo, plutôt que les traditionnels ressorts hélicoïdaux en métal, probablement la première voiture produite en série à utiliser ce nouveau matériau. La colonne de direction est réglable en angle et portée. Au lancement, la voiture est au prix de £215, £40 de plus que la Morris avec en option un système hydraulique de levage d'une roue du sol pour le changement de pneumatiques, un supplément de £5.
En juin 1939, la berline est rejointe par un drophead coupé (une décapotable) deux portes d'usine au prix de £270, mais très peu semblent en avoir été faites. Le marchand londonien Eustache Watkins présentait aussi sa version décapotable. Avec le déclenchement de la Seconde Guerre mondiale en 1939, la production des voitures  Wolseley, y compris la Ten, fut arrêtée. 5261 exemplaires du modèle furent faits avant que la production ne cesse au début de 1941.
La production reprit en septembre 1945, mais sans la version décapotable. Le prix a considérablement augmenté à £474 (en partie en raison de la hausse des impôts) par rapport à la Morris qui est à £378. Les Ten ont été abandonnées en 1948 après que 2715 exemplaires de plus fussent construits alors que les premiers modèles d'après-guerre arrivaient. La nouvelle petite Wolseley fut la 4/50 mais avec son moteur d'1,5 litre, c'était une voiture plus grande et pas vraiment un remplacement. Avec Morris Motors (les propriétaires de la société mère de Wolseley, la Nuffield Organisation) fusionnant avec l'Austin Motor Company pour former la British Motor Corporation en 1952, ce secteur du marché revint à Austin et Morris.

## Liens Externes
La Wolseley Ten décrite sur le site des propriétaires